# Ulrich Schuppler
Ulrich „Uli“ Schuppler (* 23. Mai 1966) ist ein ehemaliger deutscher Handballspieler. Er spielte im linken Rückraum. Seine größten Erfolge als Spieler waren die Deutsche Vizemeisterschaft mit der SG Leutershausen 1992 und der Gewinn des DHB-Pokals mit der SG Wallau/Massenheim 1994.
Für Deutschland hat Schuppler fünf Länderspiele bestritten (1986 und 1987), in denen er ein Tor warf.
Unmittelbar nach dem Ende seiner Karriere als Spieler wechselte Schuppler in das Management der damaligen SG Kronau/Östringen.
Vom 1. Juni 2004 bis 30. Juni 2007 war der Diplom-Betriebswirt Geschäftsführer der Rhein-Neckar Löwen GmbH. Für diesen Zeitraum wurde er von seinem Arbeitgeber freigestellt. Vor dem Ablauf der Rückkehr-Option zu seinem alten Arbeitgeber, beendete er sein Engagement bei den Rhein-Neckar Löwen.
Schuppler war von Januar 2011 bis Februar 2013 Trainer des TVG Großsachsen.

## Erfolge
- 2× Badischer Meister
- 1× Meister Regionalliga
- 2× Meister 2. Handball-Bundesliga Süd
- 1× Vizemeister 2. Handball-Bundesliga
- 1× Deutscher Vizemeister
- 1× DHB-Pokalsieger
- 3× Europapokal Halbfinale